# Temporada 1982 de Fórmula 1
La temporada 1982 de Fórmula 1 fue la 33.ª edición del Campeonato Mundial de Fórmula 1 de la FIA. Estuvo compuesta de 16 carreras desde enero hasta septiembre. El finés Keke Rosberg logró su único título mundial de F1 habiendo ganado una carrera mientras que Ferrari ganó el campeonato de constructores. 
A lo largo de la temporada, hubo once pilotos ganadores diferentes de siete equipos diferentes.
Nuevamente la tragedia se haría presente en esta temporada de la Fórmula 1, ya que durante el transcurso de la misma se produjo el accidente mortal del piloto canadiense Gilles Villeneuve de la Scuderia Ferrari, quien perdió la vida tras accidentarse en las sesiones de prácticas del Gran Premio de Bélgica, el 8 de mayo. Por su parte y exactamente 3 meses después, en el Gran Premio de Alemania, el piloto francés Didier Pironi (también piloto de Ferrari) sufrió un accidente de similares características, por el cual terminó sufriendo heridas que lo dejaron incapacitado, precipitando su retiro de la actividad.

## Escuderías y pilotos
La siguiente tabla muestra los pilotos confirmados oficialmente por sus escuderías para el Mundial 1982 de Fórmula 1.
Nuevamente se mantuvo el sistema de numeración adoptado en la temporada 1974, tomando como parámetros el par numérico "1-2" para el piloto campeón y su escudero, y los resultados del Campeonato de constructores 1973 para designar la numeración de los demás equipos.
Dado que el campeón 1981 Nelson Piquet, pintó el "1" en el morro de su Brabham BT50, el equipo Brabham Parmalat Racing Team intercambió sus dorsales con el equipo TAG Williams Grand Prix, la cual pasó a utilizar el par numérico "5-6".
Como principal novedad en esta temporada, se cita la baja del equipo Fittipaldi Automotive Racing, propiedad de los hermanos Wilson y Emerson Fittipaldi. En la temporada anterior, esta escudería contó en sus filas a quién se terminaría consagrando campeón en esta temporada: el finés Keke Rosberg.
| Escudería                                         | Chasis     | Chasis              | Motor                    | Neu. | N.º | Pilotos            | Rondas              |
| ------------------------------------------------- | ---------- | ------------------- | ------------------------ | ---- | --- | ------------------ | ------------------- |
| Parmalat Brabham Racing Team                      | Brabham    | BT50                | BMW M12/13 1.5 L4t       | G    | 1   | Nelson Piquet      | 1, 5-16             |
| Parmalat Brabham Racing Team                      | Brabham    | BT50                | BMW M12/13 1.5 L4t       | G    | 2   | Riccardo Patrese   | 1, 5, 9-16          |
| Parmalat Brabham Racing Team                      | Brabham    | BT49C BT49D         | Ford Cosworth DFV 3.0 V8 | G    | 1   | Nelson Piquet      | 2-3                 |
| Parmalat Brabham Racing Team                      | Brabham    | BT49C BT49D         | Ford Cosworth DFV 3.0 V8 | G    | 2   | Riccardo Patrese   | 2-3, 6-8            |
| Team Tyrrell                                      | Tyrrell    | 011                 | Ford Cosworth DFV 3.0 V8 | G    | 3   | Michele Alboreto   | 1-16                |
| Team Tyrrell                                      | Tyrrell    | 011                 | Ford Cosworth DFV 3.0 V8 | G    | 4   | Slim Borgudd       | 1-3                 |
| Team Tyrrell                                      | Tyrrell    | 011                 | Ford Cosworth DFV 3.0 V8 | G    | 4   | Brian Henton       | 4-16                |
| TAG Williams Racing Team                          | Williams   | FW07C FW07D FW08    | Ford Cosworth DFV 3.0 V8 | G    | 5   | Carlos Reutemann   | 1-2                 |
| TAG Williams Racing Team                          | Williams   | FW07C FW07D FW08    | Ford Cosworth DFV 3.0 V8 | G    | 5   | Mario Andretti     | 3                   |
| TAG Williams Racing Team                          | Williams   | FW07C FW07D FW08    | Ford Cosworth DFV 3.0 V8 | G    | 5   | Derek Daly         | 5-16                |
| TAG Williams Racing Team                          | Williams   | FW07C FW07D FW08    | Ford Cosworth DFV 3.0 V8 | G    | 6   | Keke Rosberg       | 1-3, 5-16           |
| McLaren Marlboro McLaren International            | McLaren    | MP4/1B              | Ford Cosworth DFV 3.0 V8 | M    | 7   | John Watson        | 1-3, 5-16           |
| McLaren Marlboro McLaren International            | McLaren    | MP4/1B              | Ford Cosworth DFV 3.0 V8 | M    | 8   | Niki Lauda         | 1-3, 5-16           |
| Team ATS                                          | ATS        | D5                  | Ford Cosworth DFV 3.0 V8 | A G  | 9   | Manfred Winkelhock | 1-16                |
| Team ATS                                          | ATS        | D5                  | Ford Cosworth DFV 3.0 V8 | A G  | 10  | Eliseo Salazar     | 1-16                |
| John Player Team Lotus                            | Lotus      | 87B 91              | Ford Cosworth DFV 3.0 V8 | G    | 11  | Elio de Angelis    | 1-3, 5-16           |
| John Player Team Lotus                            | Lotus      | 87B 91              | Ford Cosworth DFV 3.0 V8 | G    | 12  | Nigel Mansell      | 1-3, 5-8, 10, 12-16 |
| John Player Team Lotus                            | Lotus      | 87B 91              | Ford Cosworth DFV 3.0 V8 | G    | 12  | Roberto Moreno     | 9                   |
| John Player Team Lotus                            | Lotus      | 87B 91              | Ford Cosworth DFV 3.0 V8 | G    | 12  | Geoff Lees         | 11                  |
| Ensign Racing                                     | Ensign     | N180B N181          | Ford Cosworth DFV 3.0 V8 | A P  | 14  | Roberto Guerrero   | 1-3, 5-16           |
| Equipe Renault Elf                                | Renault    | RE30B               | Renault EF1 1.5 V6t      | M    | 15  | Alain Prost        | 1-16                |
| Equipe Renault Elf                                | Renault    | RE30B               | Renault EF1 1.5 V6t      | M    | 16  | René Arnoux        | 1-16                |
| Rothmans March Grand Prix Team LBT Team March     | March      | 821                 | Ford Cosworth DFV 3.0 V8 | P A  | 17  | Jochen Mass        | 1-3, 5-11           |
| Rothmans March Grand Prix Team LBT Team March     | March      | 821                 | Ford Cosworth DFV 3.0 V8 | P A  | 17  | Rupert Keegan      | 12-16               |
| Rothmans March Grand Prix Team LBT Team March     | March      | 821                 | Ford Cosworth DFV 3.0 V8 | P A  | 18  | Raul Boesel        | 1-3, 5-16           |
| Rothmans March Grand Prix Team LBT Team March     | March      | 821                 | Ford Cosworth DFV 3.0 V8 | P A  | 19  | Emilio de Villota  | 5-9                 |
| Fittipaldi Automotive                             | Fittipaldi | F8D F9              | Ford Cosworth DFV 3.0 V8 | P    | 20  | Chico Serra        | 1-3, 5-16           |
| Marlboro Team Alfa Romeo                          | Alfa Romeo | 179D 182 182B 182T  | Alfa Romeo 1260 3.0 V12  | P    | 22  | Andrea de Cesaris  | 1-16                |
| Marlboro Team Alfa Romeo                          | Alfa Romeo | 179D 182 182B 182T  | Alfa Romeo 1260 3.0 V12  | P    | 23  | Bruno Giacomelli   | 1-16                |
| Equipe Talbot Gitanes                             | Ligier     | JS17B JS19          | Matra MS81 3.0 V12       | M    | 25  | Eddie Cheever      | 1-3, 5-16           |
| Equipe Talbot Gitanes                             | Ligier     | JS17B JS19          | Matra MS81 3.0 V12       | M    | 26  | Jacques Laffite    | 1-3, 5-16           |
| Scuderia Ferrari SpA SEFAC                        | Ferrari    | 126C2K              | Ferrari 021 1.5 V6t      | G    | 27  | Gilles Villeneuve  | 1-5                 |
| Scuderia Ferrari SpA SEFAC                        | Ferrari    | 126C2K              | Ferrari 021 1.5 V6t      | G    | 27  | Patrick Tambay     | 9-16                |
| Scuderia Ferrari SpA SEFAC                        | Ferrari    | 126C2K              | Ferrari 021 1.5 V6t      | G    | 28  | Didier Pironi      | 1-12                |
| Scuderia Ferrari SpA SEFAC                        | Ferrari    | 126C2K              | Ferrari 021 1.5 V6t      | G    | 28  | Mario Andretti     | 15-16               |
| Arrows Racing Team                                | Arrows     | A4 A5               | Ford Cosworth DFV 3.0 V8 | P    | 29  | Brian Henton       | 1-3                 |
| Arrows Racing Team                                | Arrows     | A4 A5               | Ford Cosworth DFV 3.0 V8 | P    | 29  | Marc Surer         | 5-16                |
| Arrows Racing Team                                | Arrows     | A4 A5               | Ford Cosworth DFV 3.0 V8 | P    | 30  | Mauro Baldi        | 1-3, 5-16           |
| Osella Squadra Corse                              | Osella     | FA1C FA1D           | Ford Cosworth DFV 3.0 V8 | P    | 31  | Jean-Pierre Jarier | 1-16                |
| Osella Squadra Corse                              | Osella     | FA1C FA1D           | Ford Cosworth DFV 3.0 V8 | P    | 32  | Riccardo Paletti   | 1-8                 |
| Theodore Racing Team                              | Theodore   | TY01 TY02           | Ford Cosworth DFV 3.0 V8 | A G  | 33  | Derek Daly         | 1-3                 |
| Theodore Racing Team                              | Theodore   | TY01 TY02           | Ford Cosworth DFV 3.0 V8 | A G  | 33  | Jan Lammers        | 5-7, 9-11           |
| Theodore Racing Team                              | Theodore   | TY01 TY02           | Ford Cosworth DFV 3.0 V8 | A G  | 33  | Geoff Lees         | 8                   |
| Theodore Racing Team                              | Theodore   | TY01 TY02           | Ford Cosworth DFV 3.0 V8 | A G  | 33  | Tommy Byrne        | 12-16               |
| Candy Toleman Motorsport Toleman Group Motorsport | Toleman    | TG181B TG181C TG183 | Hart 415T 1.5 L4t        | P    | 35  | Derek Warwick      | 1-6, 9-16           |
| Candy Toleman Motorsport Toleman Group Motorsport | Toleman    | TG181B TG181C TG183 | Hart 415T 1.5 L4t        | P    | 36  | Teo Fabi           | 1-6, 9-16           |

## Resultados

### Resultados por Gran Premio
| Gran Premio                                 | Fecha            | Circuito          | Piloto ganador   | Constructor ganador | Resultados |
| ------------------------------------------- | ---------------- | ----------------- | ---------------- | ------------------- | ---------- |
| Gran Premio de Sudáfrica                    | 23 de enero      | Kyalami           | Alain Prost      | Renault             | Resultados |
| Gran Premio de Brasil                       | 21 de marzo      | Jacarepaguá       | Alain Prost      | Renault             | Resultados |
| Gran Premio del oeste de los Estados Unidos | 4 de abril       | Long Beach        | Niki Lauda       | McLaren-Ford        | Resultados |
| Gran Premio de San Marino                   | 25 de abril      | Imola             | Didier Pironi    | Ferrari             | Resultados |
| Gran Premio de Bélgica                      | 9 de mayo        | Zolder            | John Watson      | McLaren-Ford        | Resultados |
| Gran Premio de Mónaco                       | 23 de mayo       | Mónaco            | Riccardo Patrese | Brabham-Ford        | Resultados |
| Gran Premio del este de los Estados Unidos  | 6 de junio       | Detroit           | John Watson      | McLaren-Ford        | Resultados |
| Gran Premio de Canadá                       | 13 de junio      | Gilles Villeneuve | Nelson Piquet    | Brabham-BMW         | Resultados |
| Gran Premio de los Países Bajos             | 3 de julio       | Zandvoort         | Didier Pironi    | Ferrari             | Resultados |
| Gran Premio de Gran Bretaña                 | 18 de julio      | Brands Hatch      | Niki Lauda       | McLaren-Ford        | Resultados |
| Gran Premio de Francia                      | 25 de julio      | Paul Ricard       | René Arnoux      | Renault             | Resultados |
| Gran Premio de Alemania                     | 8 de agosto      | Hockenheimring    | Patrick Tambay   | Ferrari             | Resultados |
| Gran Premio de Austria                      | 15 de agosto     | Österreichring    | Elio de Angelis  | Lotus-Ford          | Resultados |
| Gran Premio de Suiza                        | 29 de agosto     | Dijon             | Keke Rosberg     | Williams-Ford       | Resultados |
| Gran Premio de Italia                       | 12 de septiembre | Monza             | René Arnoux      | Renault             | Resultados |
| Gran Premio de Las Vegas                    | 25 de septiembre | Las Vegas         | Michele Alboreto | Tyrrell-Ford        | Resultados |

## Clasificaciones

### Puntuaciones
| Posición | 1.º | 2.º | 3.º | 4.º | 5.º | 6.º |
| Puntos   | 9   | 6   | 4   | 3   | 2   | 1   |

### Campeonato de Pilotos
| Pos. | Piloto             | RSA | BRA  | USW  | SMR | BEL  | MON  | USE | CAN | NED  | GBR | FRA | GER | AUT | SUI | ITA | LVG | Puntos |
| ---- | ------------------ | --- | ---- | ---- | --- | ---- | ---- | --- | --- | ---- | --- | --- | --- | --- | --- | --- | --- | ------ |
| 1    | Keke Rosberg       | 5   | DSQ  | 2    |     | 2    | Ret  | 4   | Ret | 3    | Ret | 5   | 3   | 2   | 1   | 8   | 5   | 44     |
| 2    | Didier Pironi      | 18  | 6    | Ret  | 1   | DNS  | 2    | 3   | 9   | 1    | 2   | 3   | DNS |     |     |     |     | 39     |
| 3    | John Watson        | 6   | 2    | 6    |     | 1    | Ret  | 1   | 3   | 9    | Ret | Ret | Ret | 9   | 13  | 4   | 2   | 39     |
| 4    | Alain Prost        | 1   | 1    | Ret  | Ret | Ret  | 7    | NC  | Ret | Ret  | 6   | 2   | Ret | 8   | 2   | Ret | 4   | 34     |
| 5    | Niki Lauda         | 4   | Ret  | 1    |     | DSQ  | Ret  | Ret | Ret | 4    | 1   | 8   | DNS | 5   | 3   | Ret | Ret | 30     |
| 6    | René Arnoux        | 3   | Ret  | Ret  | Ret | Ret  | Ret  | 10  | Ret | Ret  | Ret | 1   | 2   | Ret | 16  | 1   | Ret | 28     |
| 7    | Patrick Tambay     |     |      |      |     |      |      |     |     | 8    | 3   | 4   | 1   | 4   | DNS | 2   | DNS | 25     |
| 8    | Michele Alboreto   | 7   | 4    | 4    | 3   | Ret  | 10   | Ret | Ret | 7    | Ret | 6   | 4   | Ret | 7   | 5   | 1   | 25     |
| 9    | Elio de Angelis    | 8   | Ret  | 5    |     | 4    | 5    | Ret | 4   | Ret  | 4   | Ret | Ret | 1   | 6   | Ret | Ret | 23     |
| 10   | Riccardo Patrese   | Ret | Ret  | 3    |     | Ret  | 1    | Ret | 2   | 15   | Ret | Ret | Ret | Ret | 5   | Ret | Ret | 21     |
| 11   | Nelson Piquet      | Ret | DSQ  | Ret  |     | 5    | Ret  | DNQ | 1   | 2    | Ret | Ret | Ret | Ret | 4   | Ret | Ret | 20     |
| 12   | Eddie Cheever      | Ret | Ret  | Ret  |     | 3    | Ret  | 2   | 10  | DNQ  | Ret | 16  | Ret | Ret | Ret | 6   | 3   | 15     |
| 13   | Derek Daly         | 14  | Ret  | Ret  |     | Ret  | 6    | 5   | 7   | 5    | 5   | 7   | Ret | Ret | 9   | Ret | 6   | 8      |
| 14   | Nigel Mansell      | Ret | 3    | 7    |     | Ret  | 4    | Ret | Ret |      | Ret |     | 9   | Ret | 8   | 7   | Ret | 7      |
| 15   | Carlos Reutemann   | 2   | Ret  |      |     |      |      |     |     |      |     |     |     |     |     |     |     | 6      |
| 16   | Gilles Villeneuve  | Ret | Ret  | DSQ  | 2   | DNS  |      |     |     |      |     |     |     |     |     |     |     | 6      |
| 17   | Andrea de Cesaris  | 13  | Ret  | Ret  | Ret | Ret  | 3    | Ret | 6   | Ret  | Ret | Ret | Ret | Ret | 10  | 10  | 9   | 5      |
| 18   | Jacques Laffite    | Ret | Ret  | Ret  |     | 9    | Ret  | 6   | Ret | Ret  | Ret | 14  | Ret | 3   | Ret | Ret | Ret | 5      |
| 19   | Mario Andretti     |     |      | Ret  |     |      |      |     |     |      |     |     |     |     |     | 3   | Ret | 4      |
| 20   | Jean-Pierre Jarier | Ret | 9    | Ret  | 4   | Ret  | DNQ  | Ret | Ret | 14   | Ret | Ret | Ret | DNQ | Ret | Ret | DNS | 3      |
| 21   | Marc Surer         |     |      |      |     | 7    | 9    | 8   | 5   | 10   | Ret | 13  | 6   | Ret | 15  | Ret | 7   | 3      |
| 22   | Manfred Winkelhock | 10  | 5    | Ret  | DSQ | Ret  | Ret  | Ret | DNQ | 12   | DNQ | 11  | Ret | Ret | Ret | DNQ | NC  | 2      |
| 23   | Eliseo Salazar     | 9   | Ret  | Ret  | 5   | Ret  | Ret  | Ret | Ret | 13   | DNQ | Ret | Ret | DNQ | 14  | 9   | DNQ | 2      |
| 24   | Bruno Giacomelli   | 11  | Ret  | Ret  | Ret | Ret  | Ret  | Ret | Ret | 11   | 7   | 9   | 5   | Ret | 12  | Ret | 10  | 2      |
| 25   | Mauro Baldi        | DNQ | 10   | DNQ  |     | Ret  | DNQ  | Ret | 8   | 6    | 9   | Ret | Ret | 6   | DNQ | 12  | 11  | 2      |
| 26   | Chico Serra        | 17  | Ret  | DNQ  |     | 6    | DNPQ | 11  | DNQ | Ret  | Ret | DNQ | 11  | 7   | DNQ | 11  | DNQ | 1      |
| NC   | Brian Henton       | DNQ | DNQ  | Ret  | Ret | Ret  | 8    | 9   | NC  | Ret  | 8   | 10  | 7   | Ret | 11  | Ret | 8   | 0      |
| NC   | Jochen Mass        | 12  | 8    | 8    |     | Ret  | DNQ  | 7   | 11  | Ret  | 10  | Ret |     |     |     |     |     | 0      |
| NC   | Slim Borgudd       | 16  | 7    | 10   |     |      |      |     |     |      |     |     |     |     |     |     |     | 0      |
| NC   | Raul Boesel        | 15  | Ret  | 9    |     | 8    | DNPQ | Ret | Ret | Ret  | DNQ | DNQ | Ret | DNQ | Ret | DNQ | 13  | 0      |
| NC   | Roberto Guerrero   | DNQ | DNQ  | Ret  |     | DNQ  | DNQ  | Ret | Ret | DNQ  | Ret | DNQ | 8   | Ret | Ret | NC  | DNS | 0      |
| NC   | Derek Warwick      | Ret | DNQ  | DNPQ | Ret | Ret  | DNQ  |     |     | Ret  | Ret | 15  | 10  | Ret | Ret | Ret | Ret | 0      |
| NC   | Rupert Keegan      |     |      |      |     |      |      |     |     |      |     |     | DNQ | Ret | Ret | DNQ | 12  | 0      |
| NC   | Geoff Lees         |     |      |      |     |      |      |     | Ret |      |     | 12  |     |     |     |     |     | 0      |
| NC   | Teo Fabi           | DNQ | DNQ  | DNQ  | NC  | Ret  | DNPQ |     |     | DNQ  | Ret | Ret | DNQ | Ret | Ret | Ret | DNQ | 0      |
| NC   | Riccardo Paletti   | DNQ | DNPQ | DNQ  | Ret | DNPQ | DNPQ | DNS | Ret |      |     |     |     |     |     |     |     | 0      |
| NC   | Tommy Byrne        |     |      |      |     |      |      |     |     |      |     |     | DNQ | Ret | DNQ | DNQ | Ret | 0      |
| NC   | Jan Lammers        |     |      |      |     | DNQ  | DNQ  | DNQ |     | Ret  | DNQ | DNQ |     |     |     |     |     | 0      |
| NC   | Emilio de Villota  |     |      |      |     | DNPQ | DNPQ | DNQ | DNQ | DNPQ |     |     |     |     |     |     |     | 0      |
| NC   | Roberto Moreno     |     |      |      |     |      |      |     |     | DNQ  |     |     |     |     |     |     |     | 0      |
| Pos. | Piloto             | RSA | BRA  | USW  | SMR | BEL  | MON  | USE | CAN | NED  | GBR | FRA | GER | AUT | SUI | ITA | LVG | Puntos |

| Color      | Resultado                          |
| ---------- | ---------------------------------- |
| Oro        | Ganador                            |
| Plata      | 2.º puesto                         |
| Bronce     | 3.er puesto                        |
| Verde      | Finalizó en los puntos             |
| Azul       | Finalizó sin puntos                |
| Azul       | NC - No clasificado                |
| Violeta    | Ret - No terminó                   |
| Rojo       | DNQ - No se clasificó              |
| Rojo       | DNPQ - No se preclasificó          |
| Negro      | DSQ - Descalificado                |
| Blanco     | DNS - No empezó                    |
| Blanco     | WD - Retirado                      |
| Blanco     | C - Carrera cancelada              |
| Azul claro | TD - Entrenamientos libres (2003-) |
| Sin color  | DNP - Inscrito, pero no participó  |
| Sin color  | INJ - Inscrito, pero lesionado     |
| Sin color  | EX - Excluido                      |

| Estado  | Resultado                                                                             |
| ------- | ------------------------------------------------------------------------------------- |
| Negrita | Pole position                                                                         |
| Cursiva | Vuelta rápida                                                                         |
| 1-8     | Posiciones puntuables de clasificación sprint (2021-)                                 |
| †       | No acabó el Gran Premio, pero fue clasificado ya que completó el porcentaje necesario |
| ‡       | Monoplaza compartido                                                                  |
| ~       | Se otorgó la mitad de puntos ya que no se cumplió con el 75% de la carrera            |
| ≠       | No obtuvo puntos ya que era piloto invitado                                           |
| F2      | Inscrito para carrera de Fórmula 2, no sumaba puntos                                  |

### Estadísticas del Campeonato de Pilotos
| Pos. | Piloto             | N.º | Puntos | Victorias | Podios | Poles |
| ---- | ------------------ | --- | ------ | --------- | ------ | ----- |
| 1    | Keke Rosberg       | 6   | 44     | 1         | 6      | 1     |
| 2    | Didier Pironi      | 28  | 39     | 2         | 6      | 2     |
| 3    | John Watson        | 7   | 39     | 2         | 5      |       |
| 4    | Alain Prost        | 15  | 34     | 2         | 4      | 5     |
| 5    | Niki Lauda         | 8   | 30     | 2         | 3      |       |
| 6    | René Arnoux        | 16  | 28     | 2         | 4      | 5     |
| 7    | Michele Alboreto   | 3   | 25     | 1         | 2      |       |
| 8    | Patrick Tambay     | 27  | 25     | 1         | 3      |       |
| 9    | Elio de Angelis    | 11  | 23     | 1         | 1      |       |
| 10   | Riccardo Patrese   | 2   | 21     | 1         | 3      |       |
| 11   | Nelson Piquet      | 1   | 20     | 1         | 2      | 1     |
| 12   | Eddie Cheever      | 25  | 15     |           | 3      |       |
| 13   | Derek Daly         | 5   | 8      |           |        |       |
| 14   | Nigel Mansell      | 12  | 7      |           | 1      |       |
| 15   | Carlos Reutemann   | 5   | 6      |           | 1      |       |
| 16   | Gilles Villeneuve  | 27  | 6      |           | 1      |       |
| 17   | Jacques Laffite    | 26  | 5      |           | 1      |       |
| 18   | Andrea de Cesaris  | 22  | 5      |           | 1      | 1     |
| 19   | Mario Andretti     | 28  | 4      |           | 1      | 1     |
| 20   | Jean-Pierre Jarier | 31  | 3      |           |        |       |
| 21   | Marc Surer         | 29  | 3      |           |        |       |
| 22   | Manfred Winkelhock | 9   | 2      |           |        |       |
| 23   | Mauro Baldi        | 30  | 2      |           |        |       |
| 24   | Eliseo Salazar     | 10  | 2      |           |        |       |
| 25   | Bruno Giacomelli   | 23  | 2      |           |        |       |
| 26   | Chico Serra        | 20  | 1      |           |        |       |
| NC   | Roberto Moreno     | 12  |        |           |        |       |
| NC   | Jochen Mass        | 17  |        |           |        |       |
| NC   | Tommy Byrne        | 33  |        |           |        |       |
| NC   | Teo Fabi           | 36  |        |           |        |       |
| NC   | Rupert Keegan      | 17  |        |           |        |       |
| NC   | Roberto Guerrero   | 14  |        |           |        |       |
| NC   | Brian Henton       | 4   |        |           |        |       |
| NC   | Riccardo Paletti   | 32  |        |           |        |       |
| NC   | Raul Boesel        | 18  |        |           |        |       |
| NC   | Derek Warwick      | 35  |        |           |        |       |
| NC   | Emilio de Villota  | 19  |        |           |        |       |
| NC   | Geoff Lees         | 12  |        |           |        |       |
| NC   | Jan Lammers        | 33  |        |           |        |       |
| NC   | Slim Borgudd       | 4   |        |           |        |       |

### Campeonato de Constructores
| Pos. | Constructor     | RSA | BRA  | USW  | SMR | BEL  | MON  | USE | CAN | NED  | GBR | FRA | GER | AUT | SUI | ITA | LVG | Puntos |
| ---- | --------------- | --- | ---- | ---- | --- | ---- | ---- | --- | --- | ---- | --- | --- | --- | --- | --- | --- | --- | ------ |
| 1    | Ferrari         | Ret | Ret  | DSQ  | 2   | DNS  |      |     |     | 8    | 3   | 4   | 1   | 4   | DNS | 2   | DNS | 74     |
| 1    | Ferrari         | 18  | 6    | Ret  | 1   | DNS  | 2    | 3   | 9   | 1    | 2   | 3   | DNS |     |     | 3   | Ret | 74     |
| 2    | McLaren-Ford    | 6   | 2    | 6    |     | 1    | Ret  | 1   | 3   | 9    | Ret | Ret | Ret | 9   | 13  | 4   | 2   | 69     |
| 2    | McLaren-Ford    | 4   | Ret  | 1    |     | DSQ  | Ret  | Ret | Ret | 4    | 1   | 8   | DNS | 5   | 3   | Ret | Ret | 69     |
| 3    | Renault         | 1   | 1    | Ret  | Ret | Ret  | 7    | NC  | Ret | Ret  | 6   | 2   | Ret | 8   | 2   | Ret | 4   | 62     |
| 3    | Renault         | 3   | Ret  | Ret  | Ret | Ret  | Ret  | 10  | Ret | Ret  | Ret | 1   | 2   | Ret | 16  | 1   | Ret | 62     |
| 4    | Williams-Ford   | 2   | Ret  | Ret  |     | Ret  | 6    | 5   | 7   | 5    | 5   | 7   | Ret | Ret | 9   | Ret | 6   | 58     |
| 4    | Williams-Ford   | 5   | DSQ  | 2    |     | 2    | Ret  | 4   | Ret | 3    | Ret | 5   | 3   | 2   | 1   | 8   | 5   | 58     |
| 5    | Lotus-Ford      | 8   | Ret  | 5    |     | 4    | 5    | Ret | 4   | Ret  | 4   | Ret | Ret | 1   | 6   | Ret | Ret | 30     |
| 5    | Lotus-Ford      | Ret | 3    | 7    |     | Ret  | 4    | Ret | Ret | DNQ  | Ret | 12  | 9   | Ret | 8   | 7   | Ret | 30     |
| 6    | Tyrrell-Ford    | 7   | 4    | 4    | 3   | Ret  | 10   | Ret | Ret | 7    | Ret | 6   | 4   | Ret | 7   | 5   | 1   | 25     |
| 6    | Tyrrell-Ford    | 16  | 7    | 10   | Ret | Ret  | 8    | 9   | NC  | Ret  | 8   | 10  | 7   | Ret | 11  | Ret | 8   | 25     |
| 7    | Brabham-BMW     | Ret |      |      |     | 5    | Ret  | DNQ | 1   | 2    | Ret | Ret | Ret | Ret | 4   | Ret | Ret | 22     |
| 7    | Brabham-BMW     | Ret |      |      |     | Ret  |      |     |     | 15   | Ret | Ret | Ret | Ret | 5   | Ret | Ret | 22     |
| 8    | Ligier-Matra    | Ret | Ret  | Ret  |     | 3    | Ret  | 2   | 10  | DNQ  | Ret | 16  | Ret | Ret | Ret | 6   | 3   | 20     |
| 8    | Ligier-Matra    |     | Ret  | Ret  | Ret | 9    | Ret  | 6   | Ret | Ret  | Ret | 14  | Ret | 3   | Ret | Ret | Ret | 20     |
| 9    | Brabham-Ford    |     | DSQ  | Ret  |     |      |      |     |     |      |     |     |     |     |     |     |     | 19     |
| 9    | Brabham-Ford    |     | Ret  | 3    |     |      | 1    | Ret | 2   |      |     |     |     |     |     |     |     | 19     |
| 10   | Alfa Romeo      | 13  | Ret  | Ret  | Ret | Ret  | 3    | Ret | 6   | Ret  | Ret | Ret | Ret | Ret | 10  | 10  | 9   | 7      |
| 10   | Alfa Romeo      | 11  | Ret  | Ret  | Ret | Ret  | Ret  | Ret | Ret | 11   | 7   | 9   | 5   | Ret | 12  | Ret | 10  | 7      |
| 11   | Arrows-Ford     | DNQ | DNQ  | Ret  |     | 7    | 9    | 8   | 5   | 10   | Ret | 13  | 6   | Ret | 15  | Ret | 7   | 5      |
| 11   | Arrows-Ford     | DNQ | 10   | DNQ  |     | Ret  | DNQ  | Ret | 8   | 6    | 9   | Ret | Ret | 6   | DNQ | 12  | 11  | 5      |
| 12   | ATS-Ford        | 10  | 5    | Ret  | DSQ | Ret  | Ret  | Ret | DNQ | 12   | DNQ | 11  | Ret | Ret | Ret | DNQ | NC  | 4      |
| 12   | ATS-Ford        | 9   | Ret  | Ret  | 5   | Ret  | Ret  | Ret | Ret | 13   | DNQ | Ret | Ret | DNQ | 14  | 9   | DNQ | 4      |
| 13   | Osella-Ford     | Ret | 9    | Ret  | 4   | Ret  | DNQ  | Ret | Ret | 14   | Ret | Ret | Ret | DNQ | Ret | Ret | DNS | 3      |
| 13   | Osella-Ford     | DNQ | DNPQ | DNQ  | Ret | DNPQ | DNPQ | DNS | Ret |      |     |     |     |     |     |     |     | 3      |
| 14   | Fittipaldi-Ford | 17  | Ret  | DNQ  |     | 6    | DNPQ | 11  | DNQ | Ret  | Ret | DNQ | 11  | 7   | DNQ | 11  | DNQ | 1      |
| NC   | March-Ford      | 12  | 8    | 8    |     | Ret  | DNQ  | 7   | 11  | Ret  | 10  | Ret | DNQ | Ret | Ret | DNQ | 12  | 0      |
| NC   | March-Ford      | 15  | Ret  | 9    |     | 8    | DNPQ | Ret | Ret | Ret  | DNQ | DNQ | Ret | DNQ | Ret | DNQ | 13  | 0      |
| NC   | March-Ford      |     |      |      |     | DNPQ | DNPQ | DNQ | DNQ | DNPQ |     |     |     |     |     |     |     | 0      |
| NC   | Ensign-Ford     | DNQ | DNQ  | Ret  |     | DNQ  | DNQ  | Ret | Ret | DNQ  | Ret | DNQ | 8   | Ret | Ret | NC  | DNS | 0      |
| NC   | Toleman-Hart    | Ret | DNQ  | DNPQ | Ret | Ret  | DNQ  |     |     | Ret  | Ret | 15  | 10  | Ret | Ret | Ret | Ret | 0      |
| NC   | Toleman-Hart    | DNQ | DNQ  | DNQ  | NC  | Ret  | DNPQ |     |     | DNQ  | Ret | Ret | DNQ | Ret | Ret | Ret | DNQ | 0      |
| NC   | Theodore-Ford   | 14  | Ret  | Ret  |     | DNQ  | DNQ  | DNQ | Ret | Ret  | DNQ | DNQ | DNQ | Ret | DNQ | DNQ | Ret | 0      |
| Pos. | Constructor     | RSA | BRA  | USW  | SMR | BEL  | MON  | USE | CAN | NED  | GBR | FRA | GER | AUT | SUI | ITA | LVG | Puntos |

| Color      | Resultado                          |
| ---------- | ---------------------------------- |
| Oro        | Ganador                            |
| Plata      | 2.º puesto                         |
| Bronce     | 3.er puesto                        |
| Verde      | Finalizó en los puntos             |
| Azul       | Finalizó sin puntos                |
| Azul       | NC - No clasificado                |
| Violeta    | Ret - No terminó                   |
| Rojo       | DNQ - No se clasificó              |
| Rojo       | DNPQ - No se preclasificó          |
| Negro      | DSQ - Descalificado                |
| Blanco     | DNS - No empezó                    |
| Blanco     | WD - Retirado                      |
| Blanco     | C - Carrera cancelada              |
| Azul claro | TD - Entrenamientos libres (2003-) |
| Sin color  | DNP - Inscrito, pero no participó  |
| Sin color  | INJ - Inscrito, pero lesionado     |
| Sin color  | EX - Excluido                      |

| Estado  | Resultado                                                                             |
| ------- | ------------------------------------------------------------------------------------- |
| Negrita | Pole position                                                                         |
| Cursiva | Vuelta rápida                                                                         |
| 1-8     | Posiciones puntuables de clasificación sprint (2021-)                                 |
| †       | No acabó el Gran Premio, pero fue clasificado ya que completó el porcentaje necesario |
| ‡       | Monoplaza compartido                                                                  |
| ~       | Se otorgó la mitad de puntos ya que no se cumplió con el 75% de la carrera            |
| ≠       | No obtuvo puntos ya que era piloto invitado                                           |
| F2      | Inscrito para carrera de Fórmula 2, no sumaba puntos                                  |

### Estadísticas del Campeonato de Constructores
| Pos. | Constructor | Motor      | Victorias | Podios | Poles | Vueltas rápidas | Puntos |
| ---- | ----------- | ---------- | --------- | ------ | ----- | --------------- | ------ |
| 1    | Ferrari     | Ferrari    | 3         | 11     | 3     | 2               | 74     |
| 2    | McLaren     | Ford       | 4         | 8      |       | 2               | 69     |
| 3    | Renault     | Renault    | 4         | 8      | 10    | 5               | 62     |
| 4    | Williams    | Ford       | 1         | 7      | 1     |                 | 58     |
| 5    | Lotus       | Ford       | 1         | 2      |       |                 | 30     |
| 6    | Tyrrell     | Ford       | 1         | 2      |       | 2               | 25     |
| 7    | Brabham     | BMW        | 1         | 2      | 1     | 3               | 22     |
| 8    | Ligier      | Matra      |           | 4      |       |                 | 20     |
| 9    | Brabham     | Ford       | 1         | 3      |       | 1               | 19     |
| 10   | Alfa Romeo  | Alfa Romeo |           | 1      | 1     |                 | 7      |
| 11   | Arrows      | Ford       |           |        |       |                 | 5      |
| 12   | ATS         | Ford       |           |        |       |                 | 4      |
| 13   | Osella      | Ford       |           |        |       |                 | 3      |
| 14   | Fittipaldi  | Ford       |           |        |       |                 | 1      |
| NC   | Toleman     | Hart       |           |        |       |                 | 0      |
| NC   | March       | Ford       |           |        |       |                 | 0      |
| NC   | Theodore    | Ford       |           |        |       |                 | 0      |
| NC   | Toleman     | Hart       |           |        |       | 1               | 0      |
| NC   | Ensign      | Ford       |           |        |       |                 | 0      |